# Sergio Givone
Sergio Givone (* 11. Juni 1944 in Buronzo, Region Piemont) ist ein italienischer Philosoph und Hochschullehrer.
Givone studierte an der Universität Turin bei Luigi Pareyson und lehrte an den Universitäten von Perugia und Turin. Seit 1991 ist er ordentlicher Professor für Ästhetik an der Universität Florenz. In den Jahren 1982–83 und 1987–88 war er Humboldt-Stipendiat an der Universität Heidelberg.
Anlässlich seines 60. Geburtstages erschien eine Festschrift unter dem Titel Ermeneutica e pensiero tragico (Genua 2004). 
Seit dem Sommer 2012 ist Givone zudem als Kulturassessor der Stadt Florenz tätig.

## Werke
- La storia della filosofia secondo Kant, Milano 1972
- Hybris e melancholia, Milano 1974
- William Blake. Arte e religione, Milano 1978
- Ermeneutica e romanticismo, Milano 1983
- Dostoevskij e la filosofia, Roma-Bari 1984, neue Ausgabe 2006
- Storia dell'estetica, Roma-Bari 1988, neue Ausgabe 2003
- Disincanto del mondo e pensiero tragico, Milano 1988
- La questione romantica, Roma-Bari 1992
- Storia del nulla, Roma-Bari 1995
- Eros/ethos, Torino 2000
- Il bibliotecario di Leibniz, Torino 2005